# Eleição para governador do Alasca em 1990
A eleição para governador do estado americano do Alasca em 1990 foi realizada em 6 de novembro de 1990 e elegeu o governador do Alasca. As primárias foram realizadas em 28 de agosto de 1990. Na eleição geral, o ex-republicano Walter Hickel, do Partido da Independência do Alasca, derrotou o democrata Tony Knowles e a candidata republicana Arliss Sturgulewski.

## Candidatos

### Partido Democrata
Os principais candidatos democratas foram Tony Knowles, ex-prefeito de Anchorage (de 1981 a 1987) e futuro governador (de 1994 a 2002), o vice-governador Stephen McAlpine, que serviu desde 1982. Knowles derrotou McAlpine na primária democrata.
|  | Democrata | Tony Knowles     | 36.019 | 51,07% |
|  | Democrata | Stephen McAlpine | 27.656 | 43,07% |
|  | Democrata | Ryal White       | 586    | 0,91%  |

### Primária republicana
Na primária republicana, a senadora estadual Arliss Sturgulewski, candidata republicaa em 1986, derrotou Jim Campbell, Rick Halford, e Don Wright.
|  | Republicano | Arliss Sturgulewski | 26.906 | 36,44% |
|  | Republicano | Jim Campbell        | 23.442 | 31,75% |
|  | Republicano | Rick Halford        | 22.466 | 30,43% |
|  | Republicano | Don Wright          | 1.025  | 1,39%  |

## Resultados
O ex-governador Walter Hickel derrotou Knowles, Sturgulewski e outros candidatos.
Walter Hickel 33,88%
Tony Knowles 30,91%
Arliss Sturgulewski 26,18%
Jim Sykes 3,37%
O'Callaghan 942 0,48%